# Hamilkar
Hamilkar (punisk-feniciska ḥmlqrt ("bror till Melqart"), var ett mycket vanligt namn inom den puniska kulturen. Det återfinns inom grekiska och romerska dokument i många olika transkriberingar. De härskande familjerna i antikens Karthago gav ofta sina medlemmar det traditionella namnet Hamilkar. Några exempel på detta är:
- Hamilkar Magoniden - Basileus (kung) av Karthago.
- En Hamilkar ledde de karthagiska styrkorna i slaget vid Himera 480 f.Kr. under det första sicilianska kriget.
- Hamilkar - Punisk strategus mot Timoleion av Syrakusa.
- En bror till Gisko (3) och möjligen också bror till Hanno (9) tillsammans med vilken han blev avrättad i mitten av 300-talet f.Kr. (Polyen. Strat. V 11).
- Hamilkar rhodiern - Möjligen en karthagisk spion hos Alexander den store, avrättad vid återkomsten till Karthago.
- Hamilkar, son till Gisko och sonson till Hanno den store, ledde ett fälttåg mot Agathokles av Syrakusa mellan 311 och 307 f.Kr. under det tredje sicilianska kriget, innan han blev infångad och avrättad.
- Hamilkar - Strategos på Sicilien och puniska Africa från 261 till 255 f.Kr. under det första puniska kriget. Han är inte identisk med den officer med samma namn, som nämns i Diod. XXIV 12. ELip.
- Hamilkar var en karthagisk befälhavare, vars största förtjänst var seger i slaget vid Drepanum 249 f.Kr. under det första puniska kriget.
- Hamilkar Barkas (cirka 270-228 f.Kr.) tjänade som karthagisk general under och efter det första puniska kriget (264-241 f.Kr.). Hans son var den berömde generalen Hannibal under det andra puniska kriget.

Namnet Hamilkar är bildat av namnet på den tyriske guden Melqart.